# Chloropoea striata
Chloropoea striata är en fjärilsart som beskrevs av Butler 1874. Chloropoea striata ingår i släktet Chloropoea och familjen praktfjärilar. Inga underarter finns listade i Catalogue of Life.